# هيرمان أوبينهيم
هيرمان أوبينهيم (بالألمانية: Hermann Oppenheim)‏، (1 يناير 1858 في فاربورغ - 5 مايو 1919 في برلين)، كان واحداً من كبار أطباء الأعصاب في ألمانيا، درس الطب في جامعات برلين، وبدأ حياته المهنية في مستشفى شاريتيه في برلين كمساعد لكارل ويستفال (1833-1890). في عام 1891 افتتح أوبنهايم مستشفى خاص ناجح في برلين.
في عام 1894، كان أوبنهايم مؤلف كتاب مدرسي عن الأمراض العصبية وهو كتاب سرعان ما أصبح أساساً في مهنته. وقد نشر في عدة طبعات ولغات، ويعتبر واحداً من أفضل الكتب المدرسية على علم الأعصاب من أي وقت مضى. كما نشر أعمالاً هامة على علامات الظهرية، وإدمان الكحول، وشلل الأطفال الأمامي، والزهري، والتصلب المتعدد والعصاب الصدمة ووصف عدة حالات وأمراض أخرى.